# 文原聡
文原聡（ふみはら さとし、1975年 - ）は日本のアニメ監督及びデザイナー兼クリエーターである。千葉県館山市出身。

## 人物
大学時代に海外のアニメーションの影響を強く受け、中央大学文学部卒業後の2000年にCG制作会社へ入社。その後フリーランスを経て、PLUS heads inc.に入社。以後代表作である学園コメディの「The World of GOLDEN EGGS」と｢アルプスの少女ハイジ｣のパロディアニメ「低燃費少女ハイジ」を発表。その後も安室奈美恵や湘南乃風とのアーティストとPVに係わったり、ディズニーや北斗の拳とのコラボも行っている。独立後は2008年にstudio crocodile inc.を立ち上げた。また千葉県館山市のマスコット「ダッペエ」のデザインも行った。